# Virgines capitales

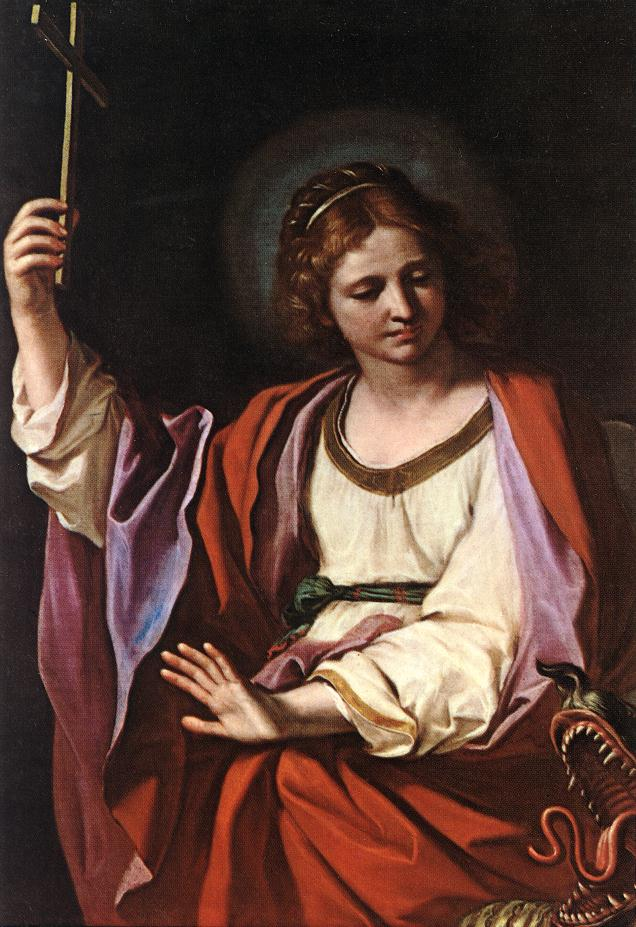
En av virgines capitales: sankta Margareta

Virgines capitales (latin ’huvudjungfrurna’) kallas de fyra jungfrumartyrerna Barbara, Dorotea, Katarina av Alexandria och Margareta.